# 284919 Kacar
284919 Kacar este o planetă minoră (asteroid), cu un diametru de 5,475 km, din centura de asteroizi. A fost descoperită pe 25 ianuarie 2010 la Wise Observatory⁠(d) de Wide-field Infrared Survey Explorer⁠(d) și a fost numită după Betül Kaçar⁠(d). 
Obiectul prezintă o orbită caracterizată de o semiaxă mare de 3,163906703706 UAi, o excentricitate de 0,048005423072155, o înclinație de 12,899762696215 ° în raport cu ecliptica.